# Charles Louis François Fossé
Pour les articles homonymes, voir Fossé.
Charles Louis François Fossé (1734-1812) est un mathématicien et militaire français.
Il est officier supérieur dans l'armée du Roi, et l'auteur de : Idées d’un Militaire pour la Disposition des Troupes confiées aux jeunes officiers dans la Défense et l’Attaque des Petits Postes, publié à Paris, Alexandre Jombert, jeune (imprimé par François-Ambroise Didot l’aîné), 1783.